# Orçamento energético da Terra

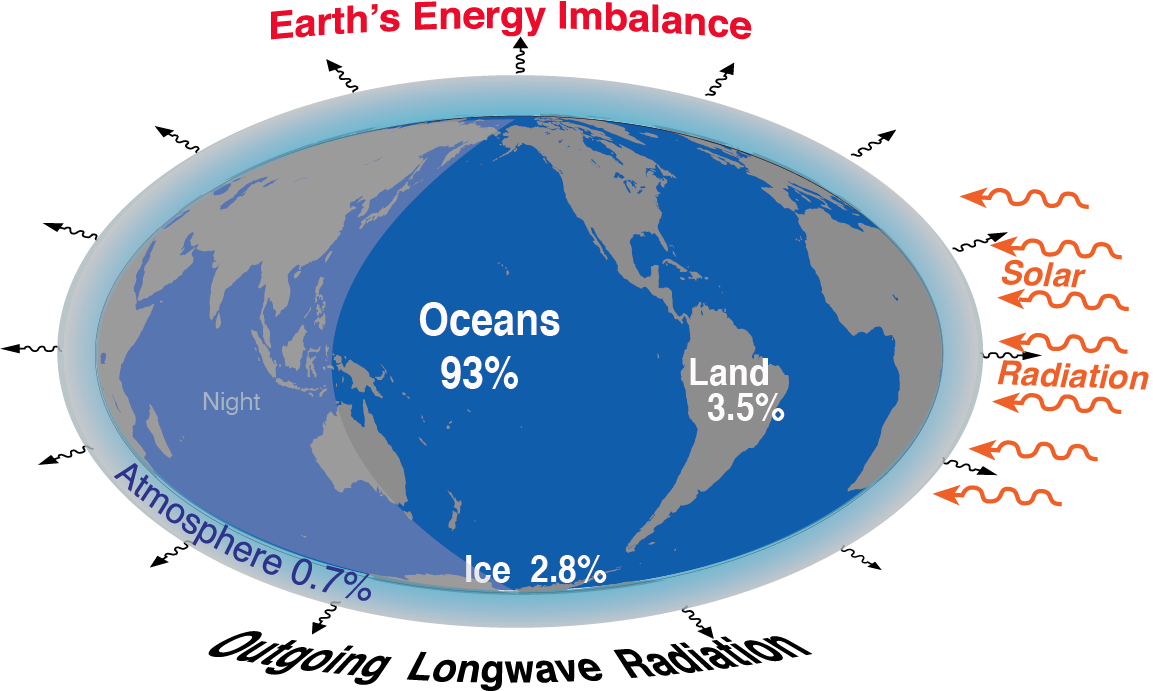
O balanço e desequilíbrio energético da Terra, mostrando onde a energia excedente é direcionada: a radiação emitida está diminuindo devido ao aumento de gases de efeito estufa na atmosfera, resultando em um desequilíbrio energético da Terra de cerca de 460 TW. A porcentagem direcionada a cada domínio do sistema climático também é indicada.

O orçamento de energia da Terra (ou balanço energético da Terra) refere-se ao equilíbrio entre a energia que a Terra recebe do Sol e a energia que a Terra perde para o espaço sideral. Outras fontes de energia menores, como o calor interno da Terra, são consideradas, mas contribuem de forma insignificante em comparação com a energia solar. O orçamento energético também considera como a energia se movimenta pelo sistema climático.:2227 O Sol aquece as regiões equatoriais tropicais mais do que as regiões polares. Assim, a quantidade de irradiância solar recebida por uma determinada região é distribuída de maneira desigual. À medida que a energia busca equilíbrio pelo planeta, ela impulsiona interações no sistema climático da Terra, ou seja, na água, gelo, atmosfera, crosta rochosa e todos os seres vivos.:2224 O resultado é o clima da Terra.
O orçamento de energia da Terra depende de diversos fatores, como aerossóis atmosféricos, gases de efeito estufa, albedo da superfície, nuvens e padrões de uso do solo. Quando os fluxos de energia de entrada e saída estão equilibrados, a Terra está em equilíbrio radiativo e o sistema climático permanece relativamente estável. O aquecimento global ocorre quando a Terra recebe mais energia do que devolve ao espaço, enquanto o resfriamento global acontece quando a energia emitida é maior.
Múltiplos tipos de medições e observações indicam um desequilíbrio de aquecimento desde pelo menos 1970. A taxa de aquecimento decorrente desse evento causado por humanos não tem precedentes.:54 A principal origem das mudanças na energia da Terra vem de alterações induzidas por humanos na composição da atmosfera. Durante 2005 a 2019, o desequilíbrio energético da Terra (EEI) foi, em média, cerca de 460 TW ou, globalmente, 0.90±0.15 W/m2.
Alterações no orçamento energético levam tempo para resultar em mudanças significativas na temperatura global da superfície. Isso ocorre devido à inércia térmica dos oceanos, da terra e da criosfera. A maioria dos modelos climáticos realiza cálculos precisos dessa inércia, dos fluxos de energia e das quantidades armazenadas.

## Definição
O orçamento de energia da Terra inclui os "principais fluxos de energia relevantes para o sistema climático". Esses fluxos são "o orçamento energético no topo da atmosfera; o orçamento energético da superfície; mudanças no inventário global de energia e fluxos internos de energia dentro do sistema climático".:2227

## Fluxos de energia da Terra
Apesar dos enormes fluxos de energia entrando e saindo da Terra, ela mantém uma temperatura relativamente constante porque, no geral, há pouco ganho ou perda líquida: a Terra emite, por meio de radiação atmosférica e terrestre (deslocada para comprimentos de onda eletromagnéticos mais longos), aproximadamente a mesma quantidade de energia que recebe por insolação solar (todas as formas de radiação eletromagnética).
A principal origem das mudanças na energia da Terra vem de alterações induzidas por humanos na composição da atmosfera, totalizando cerca de 460 TW ou, globalmente, 0.90±0.15 W/m2.

### Energia solar de entrada (radiação de ondas curtas)
A quantidade total de energia recebida por segundo no topo da atmosfera terrestre (TOA) é medida em watts e é dada pela constante solar vezes a área da seção transversal da Terra correspondente à radiação. Como a área da superfície de uma esfera é quatro vezes a área da seção transversal de uma esfera (ou seja, a área de um círculo), o fluxo médio global e anual no TOA é um quarto da constante solar, sendo aproximadamente 340 watts por metro quadrado (W/m2). Como a absorção varia com a localização, além de variações diurnas, sazonais e anuais, os números citados são médias de vários anos obtidas de múltiplas medições por satélite.
Dos ~340 W/m2 de radiação solar recebida pela Terra, uma média de ~77 W/m2 é refletida de volta ao espaço por nuvens e pela atmosfera, e ~23 W/m2 é refletida pelo albedo da superfície, deixando ~240 W/m2 de energia solar como entrada para o orçamento energético da Terra. Essa quantidade é chamada de radiação solar absorvida (ASR). Isso implica um valor de cerca de 0,3 para o albedo médio líquido da Terra, também chamado de albedo de Bond (A):
{\displaystyle ASR=(1-A)\times 340~\mathrm {W} ~\mathrm {m} ^{-2}\simeq 240~\mathrm {W} ~\mathrm {m} ^{-2}.}

## Análise do orçamento

Um diagrama de Sankey ilustrando um exemplo equilibrado do orçamento de energia da Terra. A espessura da linha é proporcional à quantidade relativa de energia.

### Reservatórios de armazenamento de calor

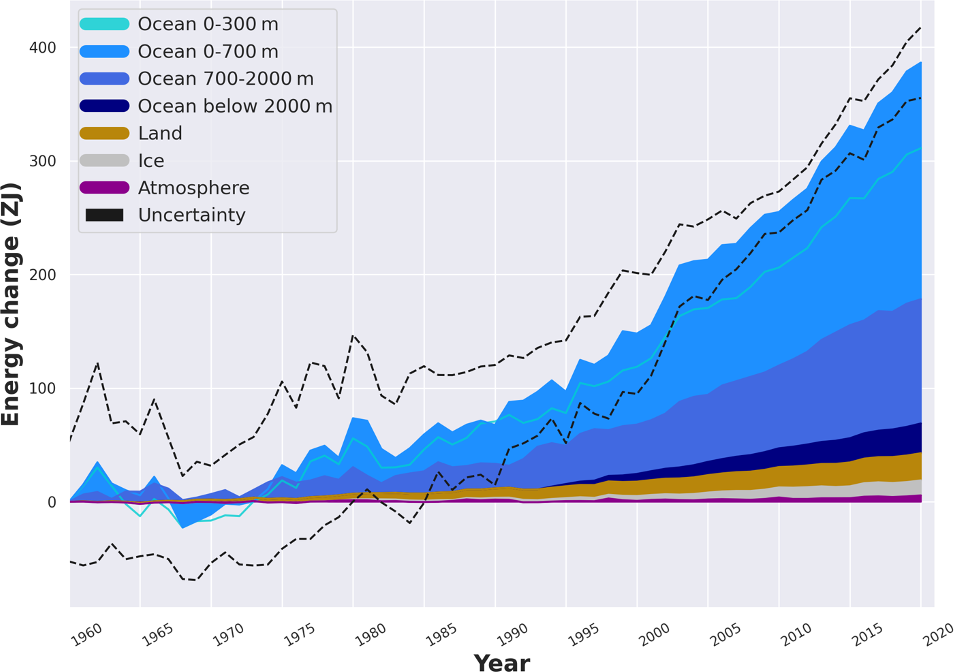
A crescente acumulação de energia nos componentes oceânico, terrestre, de gelo e atmosférico do sistema climático da Terra desde 1960.

## Desequilíbrio energético da Terra (EEI)

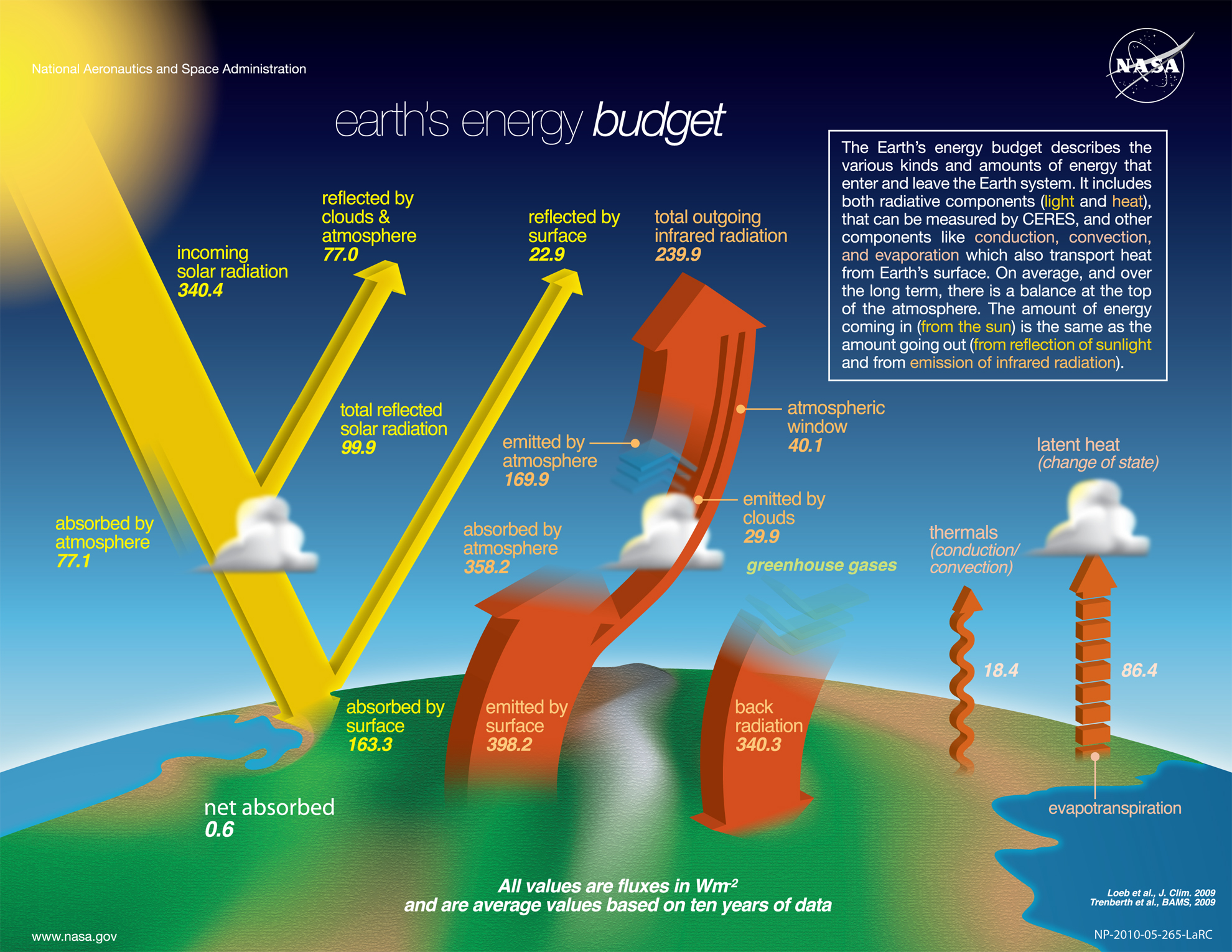
O orçamento de energia da Terra (em W/m^{2}) determina o clima. É o equilíbrio entre a radiação de entrada e saída e pode ser medido por satélites. O desequilíbrio energético da Terra é a quantidade de energia "absorvida líquida" e cresceu de +0,6 W/m^{2} (estimativa de 2009) para acima de +1,0 W/m^{2} em 2019.

### Avaliações do inventário de energia

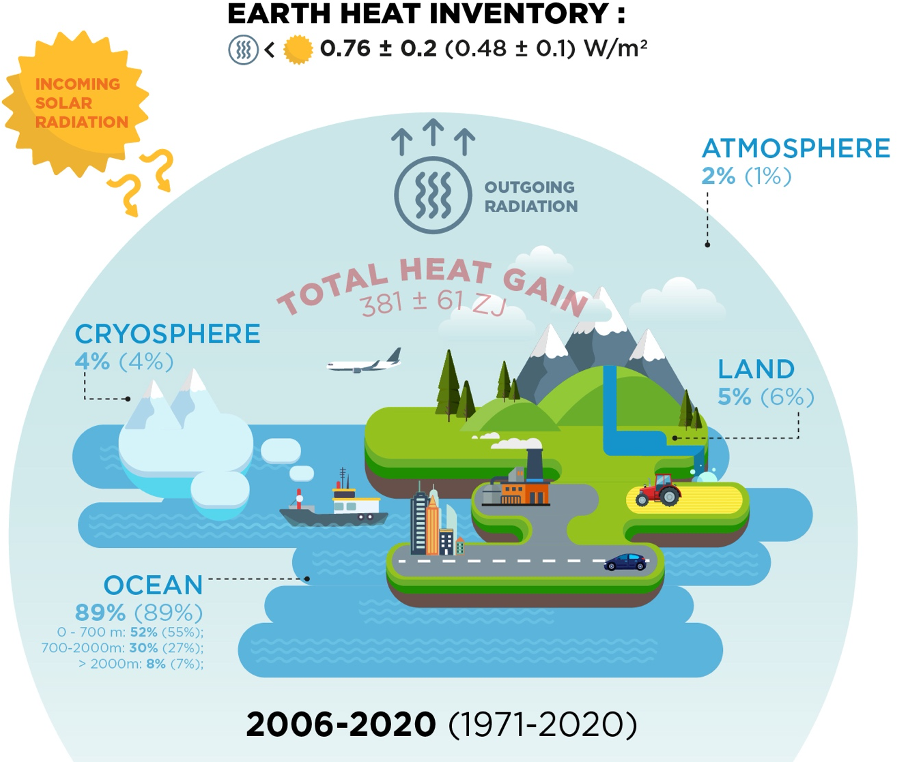
Desenho esquemático do inventário de calor em excesso da Terra e desequilíbrio energético para dois períodos recentes.

### Medições no topo da atmosfera (TOA)

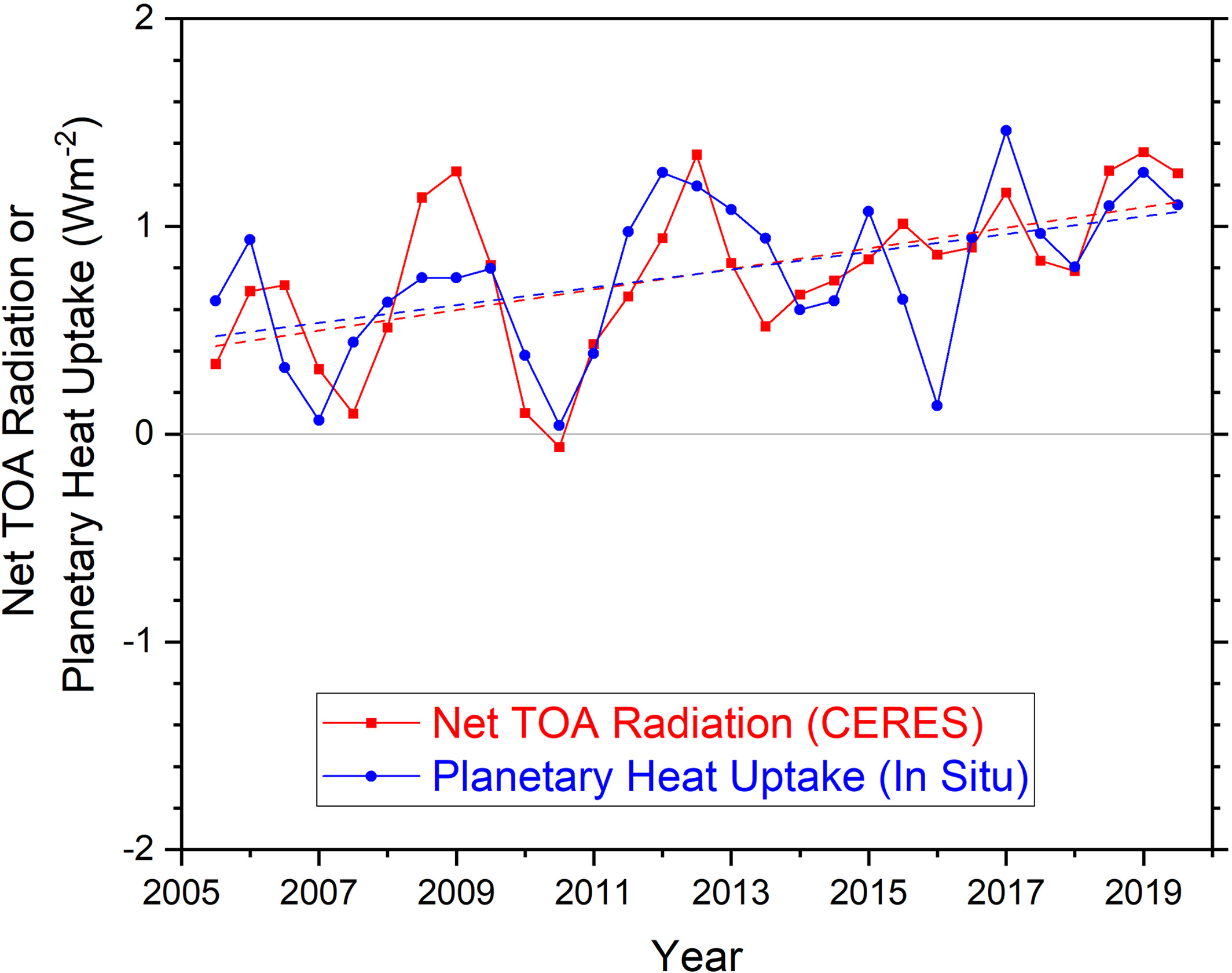
O crescimento no desequilíbrio energético da Terra a partir de medições de satélite e in situ (2005–2019). Uma taxa de +1,0 W/m^{2} somada sobre a superfície do planeta equivale a uma absorção contínua de calor de cerca de 500 terawatts (~0,3% da radiação solar incidente).

### Levantamentos geodésicos e hidrográficos

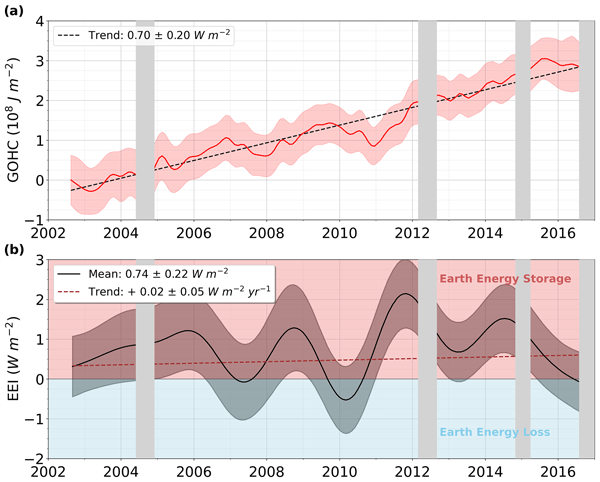
Estimativas de aquecimento da Terra a partir de uma combinação de en.

### Radiação de ondas longas emitida
A energia térmica deixa o planeta na forma de radiação de ondas longas emitida (OLR). A radiação de ondas longas é a radiação térmica eletromagnética emitida pela superfície e atmosfera da Terra. Essa radiação está na banda de frequência infravermelha. No entanto, os termos não são sinônimos, pois a radiação infravermelha pode ser tanto de ondas curtas quanto de ondas longas. A luz solar contém quantidades significativas de radiação infravermelha de ondas curtas. Um comprimento de onda limite de 4 micrômetros é às vezes usado para distinguir radiação de ondas longas e curtas.
Geralmente, a energia solar absorvida é convertida em diferentes formas de energia térmica. Parte da energia solar absorvida pela superfície é convertida em radiação térmica em comprimentos de onda na "janela atmosférica [en]"; essa radiação pode passar pela atmosfera sem impedimentos e escapar diretamente para o espaço, contribuindo para o OLR. O restante da energia solar absorvida é transportado para cima através da atmosfera por meio de vários mecanismos de transferência de calor, até que a atmosfera emita essa energia como energia térmica capaz de escapar para o espaço, contribuindo novamente para o OLR. Por exemplo, o calor é transportado para a atmosfera por meio de evapotranspiração e fluxos de calor latente ou processos de condução/convecção, além do transporte radiativo de calor. Em última análise, toda a energia de saída é radiada para o espaço na forma de radiação de ondas longas.
O transporte de radiação de ondas longas da superfície da Terra através de sua atmosfera multicamadas é governado por equações de transferência radiativa, como a equação de Schwarzschild para transferência radiativa [en] (ou equações mais complexas se houver dispersão) e obedece à lei de Kirchhoff da radiação térmica [en].
Um modelo de uma camada [en] fornece uma descrição aproximada do OLR, que resulta em temperaturas na superfície (Ts=288 Kelvin) e no meio da troposfera (Ta=242 K) próximas aos valores médios observados:
{\displaystyle OLR\simeq \epsilon \sigma T_{\text{a}}^{4}+(1-\epsilon )\sigma T_{\text{s}}^{4}.}
Nesta expressão, σ é a constante de Stefan–Boltzmann e ε representa a emissividade da atmosfera, que é menor que 1 porque a atmosfera não emite na faixa de comprimento de onda conhecida como janela atmosférica.

Aerossóis, nuvens, vapor d'água e gases de efeito estufa traço contribuem para um valor efetivo de cerca de ε = 0.78. A forte sensibilidade (quarta potência) à temperatura mantém um equilíbrio próximo entre o fluxo de energia de saída e o de entrada por meio de pequenas mudanças nas temperaturas absolutas do planeta.

Aumento no efeito estufa não relacionado a nuvens da Terra (2000–2022) com base em dados de satélite.

Visto do espaço ao redor da Terra, os gases de efeito estufa influenciam a emissividade atmosférica do planeta (ε). Mudanças na composição atmosférica podem, assim, alterar o balanço geral de radiação. Por exemplo, um aumento na retenção de calor por uma concentração crescente de gases de efeito estufa (ou seja, um efeito estufa intensificado) força uma diminuição na OLR e um desequilíbrio energético de aquecimento (restaurador). Em última análise, quando a quantidade de gases de efeito estufa aumenta ou diminui, as temperaturas da superfície in-situ sobem ou descem até que a radiação solar absorvida iguale a radiação de ondas longas emitida, ou ASR iguale OLR.